# سامیار عبدلی
سامیار عبدلی (زاده ۴ دی ۱۳۸۱ در کرج) شناگر اهل ایران است. او عضو تیم ملی شنا ایران است و به عنوان لژیونر در باشگاه Ssq Saar Max Ritter آلمان فعالیت می‌کند. کسب مدال در بازی‌های همبستگی کشورهای اسلامی ۲۰۲۱ و ثبت رکورد ورودی جدید مسابقات قهرمانی جهان در سال‌های ۲۰۲۳ (ژاپن) و ۲۰۲۴ (قطر) از جمله افتخارات و رکوردهای عبدلی محسوب می‌شود.
او رکورددار ۵۰ متر آزاد استخر مسافت بلند و مسافت کوتاه است و از سامیار عبدلی به عنوان سریع‌ترین شناگر تاریخ ایران یاد می‌شود.

## افتخارات
- مدال طلا ۵۰ متر آزاد رده سنی ۱۸+ سال مسابقات رده‌های سنی آسیا فیلیپین ۲۰۲۴
- مدال برنز ماده ۴ در ۱۰۰ متر آزاد تیمی رده سنی ۱۸+ سال مسابقات رده‌های سنی آسیا فیلیپین ۲۰۲۴
- مدال برنز ماده ۴ در ۱۰۰ متر مختلط تیمی رده سنی ۱۸+ سال مسابقات رده‌های سنی آسیا فیلیپین ۲۰۲۴
- مدال برنز در رشته ۴ در ۱۰۰ متر آزاد تیمی در بازی‌های همبستگی کشورهای اسلامی ۲۰۲۱[۱۸]
- کسب رکورد ورودی مسابقات قهرمانی جهان (ژاپن ۲۰۲۳)[۱۹][۲۰][۲۱][۲۲][۲۳][۲۴]
- کسب رکورد ورودی مسابقات قهرمانی جهان (قطر ۲۰۲۴)
- رکورددار ۵۰ متر آزاد استخر مسافت بلند و مسافت کوتاه[۲۵][۲۶][۲۷]
- سریع‌ترین شناگر تاریخ ایران[۲۸]